# When
«When» — п'ятий сингл третього студійного альбому канадської кантрі-співачки Шанаї Твейн — «Come On Over» (1997). У США і Канаді пісня вийшла 1 червня 1998. Пісня написана Шанаєю Твейн та Робертом Джоном Лангом; спродюсована Робертом Джоном Лангом. Музичне відео зрежисерував Маркус Бландер; прем'єра музичного відео відбулась у серпні 1998.

## Музичне відео
Музичне відео зрежисерував Маркус Бландер. Зйомки кліпу проходили у місті Нью-Йорку, США. Прем'єра музичного відео відбулась у серпні 1998.

## Список пісень
CD-сингл для Британії
1. "When" (International Radio Edit) — 3:28
2. "Don't Be Stupid (You Know I Love You)" (International LP Version) — 3:34
3. "That Don't Impress Me Much" (International LP Version) — 3:38

CD-сингл для Британії (обмежене видання)
1. "When" (International Radio Edit) — 3:28
2. "You're Still the One" (Soul Solution Radio Edit) — 4:08
3. "You're Still the One" (Soul Solution Extended Club Mix) — 8:42
4. "Don't Be Stupid (You Know I Love You)" (International LP Version) — 3:37

CD-сингл для Європи
1. "When" (International Radio Edit) — 3:28
2. "You're Still the One" (Soul Solution Dance - Radio Edit) — 4:03

CD-сингл для Японії
1. "When" — 3:28
2. "Don't Be Stupid (You Know I Love You)" — 3:34
3. "That Don't Impress Me Much" — 3:38

## Чарти
| Чарт (1998-2000)                          | Місце |
| ----------------------------------------- | ----- |
| Belgium (Ultratop 50 Flanders) (Фландрія) | 12    |
| Canada Top Singles (RPM)                  | 14    |
| Canada Adult Contemporary (RPM)           | 8     |
| Scotland (Official Charts Company)        | 18    |
| UK Singles (Official Charts Company)      | 18    |